# Kreislage

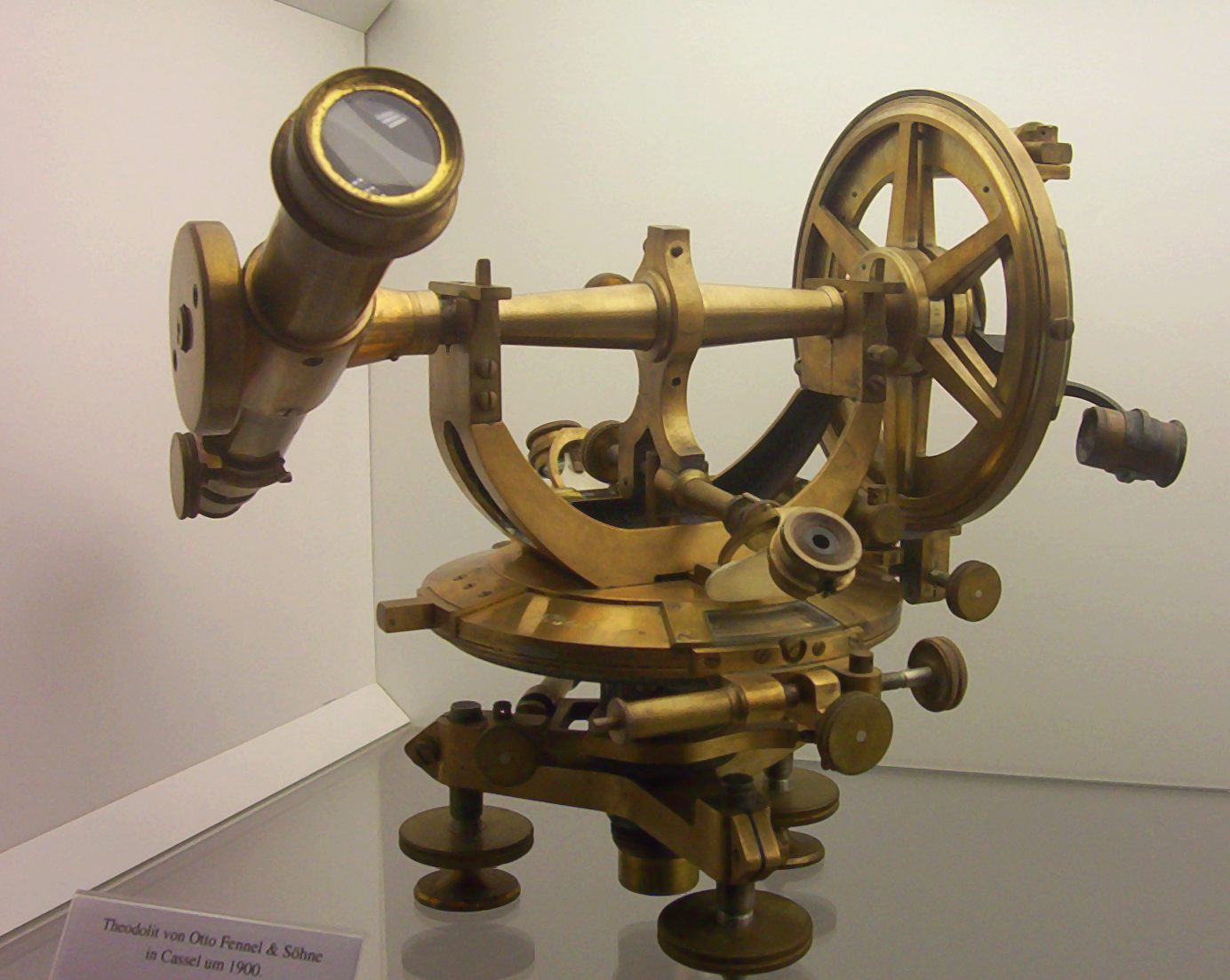
Fennel-Theodolit um 1900 (Zeiss-Museum Oberkochen). Rechts im Bild der Vertikalkreis.

Als Kreislage eines Theodolits oder eines Transitinstruments bezeichnet man die Lage des Vertikalkreises links oder rechts des Beobachters.
Der abgebildete Theodolit aus der Jahrhundertwende steht in Kreislage links (aus Sicht eines hinter dem Instrument stehenden Beobachters). Würde man das Fernrohr durchschlagen, also um mindestens 90° nach oben drehen, so stünde es (für den Bildbetrachter, der dann hinter dem Instrument steht) in Kreislage rechts. 
Die Messung in beiden Kreislagen, durch die man mehrere Instrumentenfehler (insbesondere Höhenindex- und Zielachsenfehler) eliminieren kann, erfolgt durch Drehen des Messinstruments um 180° um die Stehachse und Durchschlagen des Fernrohrs. Die zwei Ablesungen des Höhen- bzw. Zenitwinkels am Vertikalkreis ergänzen sich dann bei fehlerfrei justiertem Instrument auf 360° bzw. 400 gon.